# انتخابات مجلس الأمن التابع للأمم المتحدة 1968
أُجريت انتخابات مجلس الأمن التابع للأمم المتحدة لعام 1968 في 1 نوفمبر 1968 خلال الدورة الثالثة والعشرين للجمعية العامة للأمم المتحدة، التي عقدت في مقر الأمم المتحدة في مدينة نيويورك. انتخبت الجمعية العامة كولومبيا وفنلندا ونيبال وإسبانيا وزامبيا (جميعها باستثناء كولومبيا تم انتخابها للمرة الأولى)، أعضاءا غير دائمين في مجلس الأمن التابع للأمم المتحدة لفترة عامين تبدأ في 1 يناير 1969.

## القواعد
يتألف مجلس الأمن من 15 مقعدًا، يشغلها خمسة أعضاء دائمين وعشرة أعضاء غير دائمين. وفي كل عام، يتم انتخاب نصف الأعضاء غير الدائمين لمدة عامين.   ولا يجوز للعضو الحالي أن يترشح على الفور لإعادة انتخابه. 
وفقًا للقواعد التي يتم بموجبها تناوب المقاعد العشرة غير الدائمة في مجلس الأمن بين الكتل الإقليمية المختلفة التي تقسم إليها الدول الأعضاء في الأمم المتحدة تقليديًا لأغراض التصويت والتمثيل،  يتم تخصيص المقاعد الخمسة المتاحة على النحو التالي:
- مقعد للدول الأفريقية (تشغله إثيوبيا)
- مقعد لبلدان المجموعة الآسيوية (تسمى الآن مجموعة آسيا والمحيط الهادئ)[5] (تشغله الهند)
- مقعد لأمريكا اللاتينية ومنطقة البحر الكاريبي (تشغله البرازيل)
- مقعدان لمجموعة أوروبا الغربية ودول أخرى (تشغله كندا والدنمارك)

ولكي يتم انتخابه، يجب أن يحصل المرشح على أغلبية ثلثي الحاضرين والمصوتين. إذا كان التصويت غير حاسم بعد الجولة الأولى، فسيتم إجراء ثلاث جولات من التصويت المقيد، تليها ثلاث جولات من التصويت غير المقيد، وهكذا، حتى يتم الحصول على نتيجة. في التصويت المقيد، لا يجوز التصويت إلا على المرشحين الرسميين، بينما في التصويت غير المقيد، يجوز التصويت على أي عضو في مجموعة إقليمية معينة، باستثناء أعضاء المجلس الحاليين.

## النتيجة
أدار الانتخابات رئيس الجمعية العامة للأمم المتحدة آنذاك إميليو أريناليس كاتالان من غواتيمالا. كان عدد الدول الأعضاء في الأمم المتحدة 125 دولة في ذلك الوقت. ولم يكن هناك أي ترشيح قبل التصويت. وكان على المندوبين أن يكتبوا أسماء الدول الأعضاء الخمس التي يرغبون في انتخابها على أوراق الاقتراع. وتم التصويت على ورقة اقتراع واحدة.
| الدولة                  | الجولة الأولى |
| نيبال                   | 120           |
| فنلندا                  | 119           |
| كولومبيا                | 118           |
| زامبيا                  | 115           |
| إسبانيا                 | 110           |
| إيطاليا                 | 5             |
| كوبا                    | 1             |
| غينيا                   | 1             |
| هايتي                   | 1             |
| أيرلندا                 | 1             |
| ممتنعون                 | 0             |
| بطاقات الاقتراع الباطلة | 0             |
| الأغلبية المطلوبة       | 82            |
| أوراق الاقتراع          | 123           |

## روابط خارجية
- وثيقة الأمم المتحدة A/59/881 مذكرة شفوية من البعثة الدائمة لكوستاريكا تحتوي على سجل لانتخابات مجلس الأمن حتى عام 2004